# Ben Barnes
Benjamin Thomas Barnes (født 20. august 1981 i London) er en engelsk skuespiller, der bl.a. kendes for sin rolle som Prins Caspian i filmen Narnia: Prins Caspian og som Dorian Gray i filmen af samme navn.
Inden sin skuespilkarriere har han sunget, idet han var backup i det britiske boyband Hyrise, der repræsenterede landet ved Eurovision Song Contest 2004
I 2020 spillede han general Kirigan in Shodow and Bone